# Chira (rijeka)
Chira ili Rio Chira je rijeka (također i dolina) u sjevernom Peruu čije je ušće 100 km sjeverozapadno od grada Piura, glavnog grada istoimene regije i 25 km sjeverno od luke Paita.
Izvor mu je u ekvadorskim Andama u blizini grada Papaca u pokrajini Loja odakle teče oko 250 km u smjeru zapada. Nakon prelaska granice s Peruom, rijeka je pregrađena akumulacijom Poechos od 885 milijuna m3, a kasnije prolazi pokraj grada Sullana.